# Yasser Seirawan
Yasser Seirawan (em árabe: ياسر سيروان) (Damasco, 24 de março de 1960) é um enxadrista americano, quatro vezes campeão nacional, comentarista e autor de livros sobre xadrez.
Seu pai era árabe e sua mãe, uma enfermeira inglesa de Nottingham, onde ele passou parte de sua infância. Quando tinha sete anos de idade, sua família imigrou para Seattle (EUA).
Recebeu o título de GM aos dezenove anos (o quarto mais novo dos GMs americanos na época) e participou dez vezes da equipe olímpica de xadrez americana. Derrotou os ex-campeões mundiais Anatoly Karpov, Boris Spassky, Vasily Smyslov e Mikhail Tal em jogos de torneios.
Ele é o professor de xadrez presente no jogo da Ubisoft Chessmasters: Grandmaster Edition.

## Livros publicados no Brasil
- Duelos de Xadrez: minhas partidas com os campeões mundiais.
- Cinco Coroas: Kasparov vs Karpov.
- Xadrez Vitorioso: Aberturas.
- Xadrez Vitorioso: Estratégias.
- Xadrez Vitorioso: Táticas.
- Xadrez Vitorioso: Combinações.
- Xadrez Vitorioso: Finais.